# 陳英聲
陳英聲（1898年12月16日—1961年5月28日） 台灣第一代西畫家，是日治時期台灣新美術的開路先鋒，積極參與臺灣早期的畫會活動。他是「臺展三少年」的郭雪湖，及楊三郎夫人許玉燕等人，在公學校時期的啟蒙老師，也是日治時期最早前往朝鮮寫生旅行的臺灣畫家之一。

## 早年事跡
陳英聲出生於日治時期台北州台北市蓬萊町七十八番地。父親陳直卿先生為一名漢醫師、詩人以及實業家，母親為張于綢女士。
1913年於大稻埕公學校畢業，1914年進入台灣總督府國語學校公學師範部就讀時，受教於當時也在該校任教的老師石川欽一郎先生，開始學習西洋水彩畫，也開啟了要追隨老師，步老師後塵以旅行寫生，推廣美術，譜曲作樂為志業。 
1918年畢業後任教於大稻埕第二公學校(日新公學校)，期間曾經指導時為三年級生的(畫家)郭雪湖先生，1921年任教於大稻埕女子公學校時也曾經指導過(畫家)許玉燕女士。1922年至1936年任教於蓬萊公學校時，仍持續鼓勵，教導學生作畫，提高學生們對繪畫的興趣。這期間在校用心教學，並推廣社區文藝活動，屢獲卓越貢獻獎盃。 
1922年發表「牛啊 牛啊」童謠，至今仍在流傳。。同年的1月31日，陳英聲先生與茶商蘇良登先生三女蘇笑女士結婚，1923年1月6日長女陳碧雲女士出生，1927年12月8日三男陳學褒先生出生（戶政事務所記載是為“三男”）成年後與洪鬆女士結婚，1960年12月在台北市大同街產下陳意徹，為陳英聲先生的長孫。

## 致力於推動新美術，創作顛峰時期
1924 年，在石川老師推動下, 陳英聲與倪蔣懷,陳澄波, 陳承藩, 藍蔭鼎, 陳植棋及陳銀用七人以七星山為名，成立「七星畫壇」，為台灣最早推動美術運動的美術團體，也是第一個由台灣人組成的畫會組織，自 1926 年起，每年在台北博物館（即今 國立臺灣博物館 的前身） 舉辦一次會員作品聯展。
1928年七月份，曾至滿州、朝鮮、日本旅行寫生，是日治時期最早前往朝鮮寫生旅行的臺灣畫家之一（作品: <金州斜陽>、<平壤 大同江>、<平壤 練光亭>、<金剛山 九龍淵>、<大連 老虎攤> 等），據相關文獻資料顯示藍蔭鼎也有同行。回台後於同年11月16日至20日於「大稻埕蓬萊閣」舉辦滿鮮內地旅行作品展覽會30件個展。1934-1935年間，亦曾與藍蔭鼎先生至屏東大武山村落旅行寫生，所知作品有<山地風景(卡卑揚社)>、<大武的初春>、<原始之村>。<山地風景(卡卑揚社)> 並於2021年5月在國立臺灣文學館-文協百年特展展出。
1924-1936年間持續参與畫會運作(1924年七星畫壇，1927年台灣水彩畫會，1929年台灣洋畫自由研究所（隔年更名為台灣繪畫研究所），1929年“赤島社”，1932年“一廬會”，1934年日本水彩畫會)，推廣西洋水彩畫運動與交流。其間作品亦曾入選第3,4回台展(1929年<後巷>，1930年<畫室>)以及第21,23回日本水彩展(1934年<夕膳>，1936年<原始之村>)。

## 公共事務與商務時期
除了致力於推動新美術，陳英聲先生與夫人蘇笑女士，亦積極推動學齡前幼兒教育，並曾於1925年至1947年間於港町經營「大稻埕幼稚園」。夫人蘇笑女士（擔任大稻埕幼稚園園長）曾於1937年4月在<台灣婦人界>雜誌裡發表"兩親再教育"的幼教心得。
1937至1947年間参與多項公共事務與商務活動，曾任台北市北區生活改善會（即現台北市立圖書館延平分館之前身）評議委員及理事;台灣總督府專賣局賣捌人匿名組合員(批發商); 台北商工協會理事以及台灣茶商公會書記等等，可謂當代極為活耀之商務人士。
1940年12月28日（昭和15年） ，曾變更名字為德山忠正，爾後的畫作也改以德山忠正落款。

## 晚年
陳英聲先生自1925年起到1947年一直設籍並生活在港町三丁目四十四番地，1948年二月補設籍於延平區甘谷街，在1961年5月28日逝世於台北市大同街。享壽63歲！
陳英聲先生也曾於1950年長女陳碧雲出嫁時送給女兒畫作八幅作為紀念，由後代家屬收藏。除此之外，目前僅知順益台灣美術館收藏一幅陳英聲先生的"街景挑夫"水彩作品畫，並曾於2020年10月在台北國際藝術博覽會展出; 另有一幅作品名為"仕女圖"的木板油彩在陳澄波的收藏裡，並出現在陳澄波全集第七卷個人史料(II) 。

## 知名與留存作品
| 作品名稱             | 年份          | 獎項                     | 說明                                                                                              |
| -------------------- | ------------- | ------------------------ | ------------------------------------------------------------------------------------------------- |
| 金州斜陽             | 1928          |                          | 至滿州金州旅行寫生 同年11月於大稻埕蓬萊閣展出                                                     |
| 平壤 大同江          | 1928          |                          | 至朝鮮平壤大同江旅行寫生 同年11月於大稻埕蓬萊閣展出                                               |
| 平壤 練光亭          | 1928          |                          | 至朝鮮平壤大同江旅行寫生 同年11月於大稻埕蓬萊閣展出                                               |
| 金剛山 九龍淵        | 1928          |                          | 至朝鮮平壤金剛山九龍淵旅行寫生 同年11月於大稻埕蓬萊閣展出                                         |
| 大連 老虎攤          | 1928          |                          | 至滿州大連老虎灘旅行寫生 同年11月於大稻埕蓬萊閣展出                                               |
| 後巷                 | 1929          | 第 3 回台展入選          |                                                                                                   |
| 畫室                 | 1930          | 第 4 回台展入選          |                                                                                                   |
| 遼陽十二層塔         | 未知          |                          | 於 1933 年元月明信片致陳澄波先生                                                                  |
| 夕膳                 | 1934          | 第 21 回日本水彩畫展入選 | 於 1934 年元月明信片致陳澄波先生                                                                  |
| 靜物(三品)           | 推估1933-1934 |                          | 與1934年入選日本水彩畫展的《夕膳》有相似趣味。 並於2021年5月在「國立臺灣文學館-文協百年特展」展出 |
| 靜物(佳餚)           | 推估1933-1934 |                          | 與1934年入選日本水彩畫展的《夕膳》有相似趣味                                                      |
| 山地風景（卡卑揚社） | 1934-1935     |                          | 與藍蔭鼎先生至屏東大武山村落旅行寫生 並於2021年5月在「國立臺灣文學館-文協百年特展」展出           |
| 大武的初春           | 1934-1935     |                          | 與藍蔭鼎先生至屏東大武山村落旅行寫生，於 1935 年元月明信片致陳澄波先生                            |
| 原始之村             | 1934-1935     | 第 23 回日本水彩畫展入選 | 與藍蔭鼎先生至屏東大武山村落旅行寫生                                                              |
| 街景挑夫             | 未知          |                          | 現由順益台灣美術館收藏，並曾於2020年10月在台北國際藝術博覽會展出                                  |
| 仕女圖               | 未知          |                          | 贈陳澄波先生，由陳澄波基金會收藏，為目前所留存唯一木板油畫作品                                    |

## 外部連結
- 陳英聲官方網站